# Innocenzo Innocenti
Innocenzo Innocenti (Todi, 1624 – Chiatri, 2 febbraio 1697) è stato un religioso italiano.

## Biografia
Padre missionario gesuita originario di un villaggio presso Todi, insegnò nel Collegio Gesuita presso Fermo. In seguito intraprese l'opera missionaria per oltre trent'anni nelle campagne toscane.
È conosciuto come autore di cantiche e preghiere ad uso popolare: in particolare, pubblicò nel 1681 a Macerata una "Dottrina spiegata in versi" dall'editore Pannelli, una sorta di catechesi in versi che ebbe diverse edizioni nei secoli seguenti. Una composizione contenuta nella sua opera e a lui attribuita, "Dio ti salvi, o Maria", è particolarmente famosa in diverse zone d'Italia: una sua traduzione in lingua sarda effettuata da Bonaventura Licheri è alla base della canzone popolare "Deus ti salvet Maria, eseguita anche da Maria Carta, da Mark Harris con Fabrizio De André, dai Tazenda e altri artisti.
Morì a Chiatri, nella Diocesi di Pisa, il 2 febbraio 1697.

## Opere
- Innocenzo Innocenti, Dottrina spiegata in versi, Macerata, Pannelli, 1681.